# Stelle più grandi conosciute

VY Canis Majoris confrontata con il Sole

Il diametro solare (medio) è pari a circa 1 390 900 km.
La seguente è una selezione delle stelle più grandi conosciute; oltre al nome della stella, è riportato anche il diametro in rapporto a quello del Sole, cui è assegnato il valore 1. Si tratta di stelle del tipo ipergigante o supergigante (rossa, arancio, gialla, blu), aventi un diametro (le maggiori) tale che se fossero collocate al posto del Sole, i loro strati più esterni arriverebbero fino alle regioni periferiche del nostro sistema solare.
Sulla base dei modelli evolutivi e tenendo conto del limite di Hayashi nessuna stella della nostra galassia dovrebbe essere più grande di circa 1 500 volte il Sole. Il limite esatto dipende dalla metallicità della stella e i limiti su temperatura e luminosità delle supergiganti nelle Nubi di Magellano sono leggermente diversi. Si sono osservate stelle che hanno passato questo limite per brevi e violente eruzioni, durante le quali anche il tipo spettrale variava notevolmente.
L'ordine esatto di questa lista non è completo né completamente ben definito, poiché esistono incertezze sulle stime dei diametri stellari, per diversi motivi:
- La distanza di molte stelle, in particolar modo delle più grandi, è incerta, e una stima errata della distanza si ripercuote sulla stima delle dimensioni.
- Le stelle di questa lista hanno estese atmosfere, molte sono avvolte da dischi di polvere per lo più opachi; inoltre la maggior parte di esse sono stelle pulsanti, con raggi non ben definiti.
- Le stelle doppie sono spesso trattate individualmente, nonostante altre liste le trattino insieme;
- Vi sono variazioni statistiche nelle misure dovute al fatto che queste stelle sono per lo più stelle variabili a causa della loro età avanzata, o stelle eruttive o particolari, come nel caso di V838 Monocerotis, che aumentò il suo raggio per un periodo di tempo molto breve a causa di un fenomeno esplosivo, per poi ridursi sensibilmente in periodi altrettanto brevi.

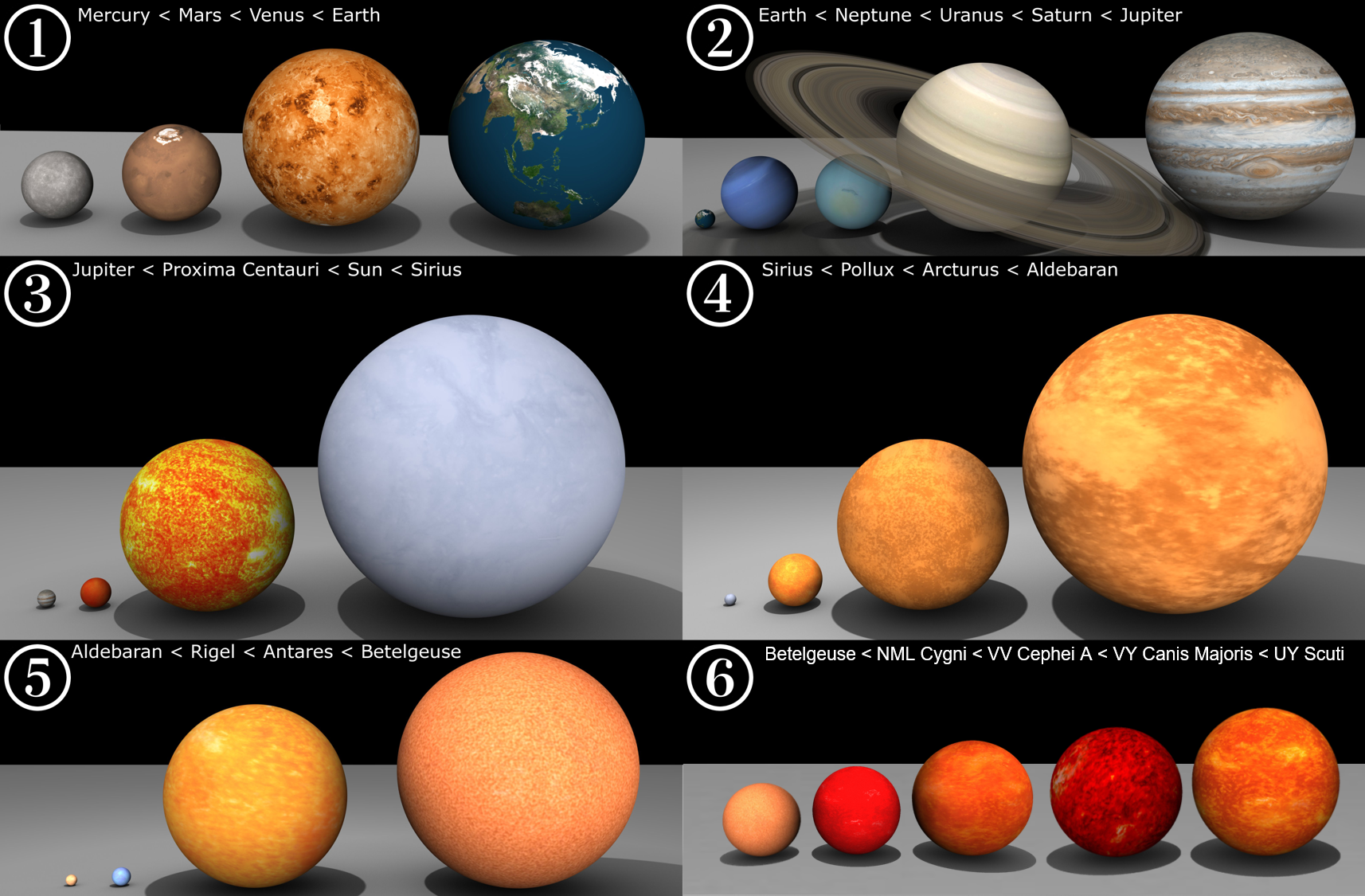
Un confronto tra i pianeti nel nostro sistema solare e alcune famose grandi stelle.

| Nome stella                                                   | Raggio (Sole = 1) | Galassia di appartenenza  | Coordinate equatoriali (2000)      | Note |
| ------------------------------------------------------------- | ----------------- | ------------------------- | ---------------------------------- | --- |
| Stephenson 2-18                                               | 2150              | Via Lattea                | 18h 39m 02.3709s -06° 05′ 10.5357″ | Se posta al centro del nostro sistema solare, la superficie della stella ingloberebbe l'orbita di Saturno. Il raggio tuttavia è incerto, poiché è considerevolmente superiore a quello massimo previsto dai modelli teorici sull'evoluzione stellare (circa 1500 R⊙). È posizionata nella costellazione dello scudo, nell’ammasso stephenson 2. |
| WOH G64                                                       | 1540              | Grande Nube di Magellano  | 04h 55m 10,49s -68° 20′ 29,8″      | Una delle più grandi della Grande Nube di Magellano, circondata da una nebulosità di materiale espulso, come Eta Carinae. Probabilmente è la stella più grande conosciuta. |
| VY Canis Majoris                                              | 1420              | Via Lattea                | 07h 22m 58,29s -25° 46′ 03,5″      | Le prime stime sull'enorme diametro (2 200 volte quello del - Sole) contraddicevano le teorie evolutive stellari; successivamente nuovi studi ne hanno ridotto le dimensioni. |
| AH Scorpii                                                    | 1411              | Via Lattea                |                                    | Variabile di quasi 3 grandezze in luce visibile. La variazione del diametro non è chiara perché la temperatura varia. |
| VX Sagittarii A                                               | 1 350             | Via Lattea                | 18h 08m 04,05s −22° 13′ 26,61″     | Stella pulsante, le cui dimensioni variano notevolmente. |
| V766 Centauri A                                               | 1 315             | Via Lattea                | 13h 47m 10,87s -62° 35′ 23″        | Il margine d'errore è di ± 260 raggi solari. |
| S Persei                                                      | 1230              | Via Lattea                | 02h 22m 51.709s +58° 31′ 11.45″    | |
| Westerlund 1-26                                               | 1,145-1,240       | Via Lattea                | 16h 47m 05,40s −45° 50′ 36,76″     | Stella insolita con forti emissioni radio; il suo spettro è variabile, tuttavia non lo è la sua luminosità. |
| PZ Cassiopeiae                                                | 1190              | Via Lattea                | 23h 44m 03.3s +61° 47′ 22″         | La stima più grande è dovuta ad una misurazione nella banda K insolita e si pensa sia un artefatto. La stima più bassa è coerente con le altre stelle degli stessi studi e con i modelli teorici. |
| NML Cygni                                                     | 1183              | Via Lattea                | 20h 46m 25,5s 40° 06′ 59,4″        | Ha una massa di 50 M⊙, e uno dei tassi di perdita di massa più alti conosciuti. |
| Westerlund 1-26                                               | 1145–1240         | Via Lattea                | 16h 47m 05,40s −45° 50′ 36,76″     | Stella insolita con forti emissioni radio; il suo spettro è variabile, tuttavia non lo è la sua luminosità. |
| BC Cygni                                                      | 1 140             | Via Lattea                | 20h 21min 38,55s +37º 31' 58,9'’   | |
| RT Carinae                                                    | [ 9 ]             | Via Lattea                | 10h 44m 47,147s -59° 24′ 48,13″    | |
| HV 11423                                                      | 1060 – 1220       | Piccola Nube di Magellano | 01h 00min 55,2s -71º 37' 53'’      | |
| CK Carinae                                                    | 1060              | Via Lattea                | 10h 24min 25,36s -60º 11' 29,0'’   | |
| KY Cygni                                                      | 1035-1420         | Via Lattea                | 20h 25m 57,2s +38° 21′ 11″         | |
| Orbita di Giove                                               | 1119              |                           |                                    | Indicata come riferimento |
| KW Sagittarii                                                 | 1009-1460         | Via Lattea                | 17h 52m 00,7s −28° 01′ 20,6″       | |
| Mu Cephei (la Stella granata di Herschel)                     | 972±228 R⊙        | Via Lattea                | 21h 43m 30,46s +58° 46' 48,2"      | |
| AZ Cygni                                                      | 911+57 −50        | Via Lattea                | 20h 57m 59,4s +46° 28′ 00,5"       | |
| UY Scuti                                                      | 909               | Via Lattea                | 18h 27m 36,53s −12° 27′ 58,87″     | Si pensava avesse un diametro di oltre 1700 R⊙, tuttavia la distanza era stata sovrastimata. |
| RW Cephei                                                     | 900–1760          | Via Lattea                | 22h 23m 07,02s +55° 57′ 47,6″      | Variabile sia in luminosità (di un fattore 3) che tipo spettrale (da G8 a M), quindi probabilmente anche in diametro. Poiché il tipo spettrale e la temperatura alla massima luminosità non sono noti, la grandezza riportate è solo una stima approssimativa.                                                                                  |
| V669 Cassiopeiae                                              | 859               | Via Lattea                | 01h 33m 51,21s −62° 26′ 53,2       | |
| BI Cygni                                                      | 851               |                           |                                    | |
| Rho Cassiopeiae                                               | 636-981           | Via Lattea                |                                    | |
| VV Cephei A                                                   | 780               | Via Lattea                | 21h 56m 39,14s +63° 37′ 32″        | Una delle stelle più grandi visibili a occhio nudo. VV Cephei A è una stella molto distorta che fa parte di un sistema binario stretto, con perdita di massa verso la secondaria. |
| Betelgeuse (Alfa Orionis)                                     | 764+116 −62       | Via Lattea                | 05h 55m 10,31s +07° 24′ 25,43″     | Decima stella più brillante del cielo notturno. Dimensioni variabili, ad esempio durante l'oscuramento del 2019-2020 il raggio era diminuito da 640 a 500 R⊙ in poco più di 2 mesi. |
| BD+63 3                                                       | 716               | Via Lattea                | 09h 26m 20s −08° 19′ 05″           | |
| S Canis Minoris                                               | 710               | Via Lattea                | 07h 32m 43s −08° 19′ 05″           | |
| Antares (Alfa Scorpii)                                        | 680               | Via Lattea                | 16h 29m 24,46s -26° 25' 55,21"     | Quattordicesima stella più brillante del cielo notturno. |
| V354 Cephei                                                   | 685               | Via Lattea                | 22h 33m 35,0s +58° 53′ 45″         | |
| V509 Cassiopeiae                                              | 400-900           | Via Lattea                |                                    | |
| 119 Tauri (Ruby Star)                                         | 608               | Via Lattea                |                                    | |
| S Pegasi                                                      | 459–574           | Via Lattea                | 23h 20m 33s +08° 55' 08"           | |
| W Hydrae                                                      | 520               | Via Lattea                |                                    | |
| Le stelle seguenti, ben note, sono elencate per comparazione. |                   |                           |                                    | |
| W Orionis                                                     | 408               | Via Lattea                |                                    | Stella al carbonio |
| Mira A                                                        | 332 - 402         | Via Lattea                |                                    | |
| V838 Monocerotis                                              | 380 - 1 570       | Via Lattea                | 07h 04m 04,85s -03° 50' 50,2"      | Considerata una delle più grandi conosciute dopo che avvenne un'esplosione. Il diametro si ridusse poi velocemente. |
| S Doradus                                                     | 380               | Grande Nube di Magellano  |                                    | |
| Stella Pistola                                                | 340               |                           |                                    | |
| Orbita di Marte                                               | 323               |                           |                                    | Indicata come riferimento |
| Chi Cygni                                                     | 316               |                           |                                    | |
| La Superba                                                    | 300               |                           |                                    | |
| R Leonis                                                      | 299               |                           |                                    | |
| Ras Algethi A                                                 | 280±60            | Via Lattea                |                                    | |
| Pi Puppis                                                     | 275               |                           |                                    | |
| Gamma Cygni                                                   | 250               |                           |                                    | |
| Eta Carinae                                                   | 240               | Via Lattea                |                                    | Durante la Grande Eruzione del 1843, il raggio della stella potrebbe essere aumentato fino a 4,319-6,032 R⊙. |
| Wezen                                                         | 237               |                           |                                    | |
| Avior A                                                       | 235               |                           |                                    | Trentanovesima stella più brillante del cielo notturno. |
| Orbita della Terra                                            | 214 (~1 UA)       |                           |                                    | Indicata come riferimento |
| Lambda Velorum                                                | 211               |                           |                                    | |
| Deneb                                                         | 203               |                           |                                    | Diciannovesima stella più brillante del cielo notturno. |
| Enif                                                          | 211               |                           |                                    | |
| Orbita di Venere                                              | 158,6             |                           |                                    | Indicata come riferimento |
| Zeta Aurigae                                                  | 148               |                           |                                    | |
| Mebsuta                                                       | 140               |                           |                                    | |
| Eta Persei                                                    | 134               |                           |                                    | |
| Alfa Trianguli Australis                                      | 130               |                           |                                    | |
| Iota1 Scorpii                                                 | 125               |                           |                                    | |
| Asmidiske                                                     | 120               |                           |                                    | |
| Gacrux                                                        | 113               |                           |                                    | Ventiseiesima stella più brillante del cielo notturno. |
| Tarazed                                                       | 110               |                           |                                    | |
| Zeta Cephei                                                   | 110               |                           |                                    | |
| WR 102ka                                                      | 100               |                           |                                    | |
| Mu Geminorum                                                  | 104               |                           |                                    | |
| R Coronae Borealis                                            | 85                |                           |                                    | |
| Orbita di Mercurio                                            | 82,9-84,6         |                           |                                    | Indicata come riferimento |
| Rigel                                                         | 78                |                           |                                    | Settima stella più brillante del cielo notturno. |
| Arneb                                                         | 77                |                           |                                    | |
| P Cygni                                                       | 75                |                           |                                    | |
| γ Andromedae                                                  | 74                |                           |                                    | |
| Canopo                                                        | 71                |                           |                                    | Seconda stella più brillante del cielo notturno. |
| Mekbuda                                                       | 65                |                           |                                    | |
| Albireo A                                                     | 62                |                           |                                    | |
| Mirfak                                                        | 60                |                           |                                    | Trentacinquesima stella più brillante del cielo notturno. |

Il fatto che quasi tutte le stelle elencate appartengano alla Via Lattea è solo un effetto di selezione strumentale dovuto al fatto che con gli strumenti disponibili attualmente si possono scoprire e misurare solo una parte delle più grandi stelle della nostra galassia e una parte infinitesima di quelle presenti nelle galassie vicine.